# Bur Gembolo
Bur Gembolo är ett berg i Indonesien.   Det ligger i provinsen Aceh, i den västra delen av landet, 1 500 km nordväst om huvudstaden Jakarta. Toppen på Bur Gembolo är 1 940 meter över havet.
Terrängen runt Bur Gembolo är bergig åt nordväst, men åt sydost är den kuperad. Runt Bur Gembolo är det ganska tätbefolkat, med 120 invånare per kvadratkilometer. Det finns inga samhällen i närheten. I omgivningarna runt Bur Gembolo växer i huvudsak städsegrön lövskog.